# Jacinto López Moreno
Jacinto López Moreno (Banámichi, Sonora, México, 3 de marzo de 1906 - México, D.F., 3 de mayo de 1971) fue un líder agrario sonorense, diputado federal, Secretario General de la Unión General de Obreros y Campesinos de México, y cofundador de la Confederación de Trabajadores Mexicanos en Sonora.

## Primeros años, matrimonio y muerte
Jacinto López Moreno nació en Banámichi, Sonora, el 3 de marzo de 1906, segundo hijo de Miguel López Estrada, labrador (mas no terrateniente), y Carlota Moreno Tato, y hermano de Jesús María, Josefina Guadalupe, Miguel, Carlota y Norberto. De niño, sufría de una constitución débil, propensa a las enfermedades, y sólo llegó a estudiar hasta el cuarto grado de primaria, el máximo disponible en Banámichi. Desde joven trabajó vendiendo productos gastronómicos regionales confeccionados por su madre. En 1924, se mudó a Cananea, dónde aprendió a ser zapatero y formó una cooperativa de zapateros. En 1928, expulsado de Cananea por hostigamiento de la Cananea Consolidated Copper Company, se dirigió a Hermosillo, donde continuó trabajando como zapatero, y creó la Unión de Ladrilleros y el Sindicato de la Cervecería Sonora. Otra expulsión lo llevó a Nayarit, aunque regresó a Sonora al cabo de un mes para asentarse en el Valle del Yaqui, donde llevó a cabo labores de organización de campesinos en busca del reparto agrario.
Se casó con Evangelina Ochoa el 9 de julio de 1941. En 1956, en la Ciudad de México, nació la única progenie del matrimonio: Martha Evangelina López Ochoa. Repartió su tiempo viviendo entre Sonora y la Ciudad de México, y viajando alrededor del país según lo necesitaban. A lo largo de su vida, mantuvo relaciones de amistad y cordialidad con un número de individuos notables como el gobernador Braulio Maldonado, los presidentes Lázaro Cárdenas y Adolfo López Mateos, y otros sindicalistas.
Tras el 68, malo de salud y en medio de rupturas políticas, se retiró de la vida pública en Sonora. Un año después fue trasladado a la Ciudad de México, y tratado en el Instituto Mexicano del Seguro Social “por orden superior” cortesía del presidente Luis Echeverría, ya que López no contaba con ninguna afiliación a un servicio de salud. El 3 de mayo de 1971 murió de un enfisema pulmonar en la Ciudad de México. Su funeral fue ampliamente atendido por un número de personalidades como Faustino Félix Serna y Alejandro Carrillo Marcor. Sus restos se encuentran en Hermosillo.

## Trayectoria política y sindicalista

### La presidencia cardenista
Su estancia en el valle del Yaqui había convertido a López en un líder agrario, por lo cual cuando Lázaro Cárdenas lanzó su campaña presidencial, lo invitó a unirse a su gira por el sur de Sonora. Para este momento, ya había creado la Federación de Trabajadores del Sur de Sonora (FTSS). Relaciones personales con otros activistas laborales como Vicente Lombardo Toledano, Fidel Velásquez y Jesús Yuren Aguilar lo llevaron a participar en la creación de la rama sonorense de la Confederación de Trabajadores de México (CTM). En 1937, con el establecimiento del CTM-Sonora, López fue elegido primer Secretario General.

### Diputado federal
En 1940, se lanzó como candidato a la diputación federal (1940-1943) por parte del Partido de la Revolución Mexicana (PRM), antecesor del PRI. Durante su mandato, funcionó como intermediario entre el presidente y sus representados, poniendo especial atención en atender las causas del movimiento agrario.

### La Unión General de Obreros y Campesinos de México (UGOCM)
A partir del rompimiento entre Vicente Lombardo Toledano y la CTM, así como las acciones del gobierno de Miguel Alemán en contra de las reformas agrarias cardenistas, se fundó el Partido Popular en 1948. En 1949, se fundó la Unión General de Obreros Campesinos de México (UGOCM) para evitar el corporativismo y la politización de los sindicatos. Estaba constituida por tres grupos obreros: la Alianza de Obreros y Campesinos de México, la Central Única de Trabajadores y los sindicatos mineros y petroleros.
Jacinto López fungió como Secretario General de la UGOCM entre 1950-1971, hasta su muerte.

## Candidaturas a gobernación de Sonora

### Las elecciones de 1949
En 1949, López se lanzó como candidato a la gobernación por parte del PP, consiguiendo considerable apoyo de las bases campesinas y obreras. El candidato oficial por el PRI era Ignacio Soto Martínez. A lo largo de su campaña, sus mítines fueron saboteados por las autoridades, aunque esto no afectó su popularidad. López se declaró a sí mismo ganador de las elecciones, al igual que lo hicieron Ignacio Soto Martínez (PRI) y Armando Velderrain (Partido Liberal Independiente). Las autoridades le otorgaron el puesto a Ignacio Soto Martínez.
A raíz de esto, el PP y los seguidores de López hicieron un sitio al parque Francisco I. Madero en Hermosillo, la Asamblea del Pueblo, donde declararon legítimo gobernador a Jacinto López y organizaron una toma de protesta. La Asamblea del Pueblo se disolvió después de que López negoció la salida segura de los protestantes con Rafael Carrillo, e Ignacio Soto.

### Las elecciones de 1955
Al término del mandato de Ignacio Soto, comenzó de nuevo el periodo de elecciones. Esta vez el enfrentamiento iba entre Manuel Cubillas y el candidato oficial, Álvaro Obregón Tapia, hijo de Álvaro Obregón. La candidatura de López fue una sorpresa y no atrajo la misma atención y apoyo que lo había hecho las elecciones pasadas, ya que las organizaciones que lo habían respaldado antes habían retirado su apoyo tras los cambios políticos en materia agraria.

## El reparto del latifundio Greene
Ubicado en el área de Cananea, el latifundio Greene pertenecía a los descendientes de William Greene, quien había establecido la Cananea Consolidated Copper Company durante el siglo XIX. Las tierras del latifundio Greene habían evitado ser expropiadas durante el reparto agrario dada su inutilidad como tierras de cultivo; sin embargo, durante la década de los 50, a raíz de los testimonios de Rosina Cavazos, se incentivaron los esfuerzos por la toma de la tierra. La UGOCM se unió a la lucha y cuando en 1957, los habitantes del pueblo aledaño, Cuitaca, habían sido desalojados y mandados a vivir a un estadio al interior de Cananea, Jacinto López se unió a la lucha.
Los habitantes de Cuitaca, junto con López y otros miembros de la UGOCM, invadieron el territorio en julio de 1958 tras haber intentado establecer comunicación con el presidente sin éxito. Una semana después, las autoridades sitiaron las premisas y arrestaron a Jacinto López y a cinco de sus colaboradores. El presidente Ruíz Cortínez anunció la expropiación del latifundio a quince días del arresto, pero López permaneció encarcelado por medio año, a pesar de que su permanencia en la cárcel generó mucho interés. En 1962, fue diagnosticado con enfisema pulmonar, presuntamente a raíz de su tiempo en la cárcel de Hermosillo.